# سيدني كيارني
سيدني كيارني (بالإنجليزية: Sydney Kearney)‏ هو سياسي أسترالي، ولد في 18 أغسطس 1870، وتوفي في 16 أبريل 1923. انتخب عضو الجمعية التشريعية نيو ساوث ويلز.